# Tanjō-ji

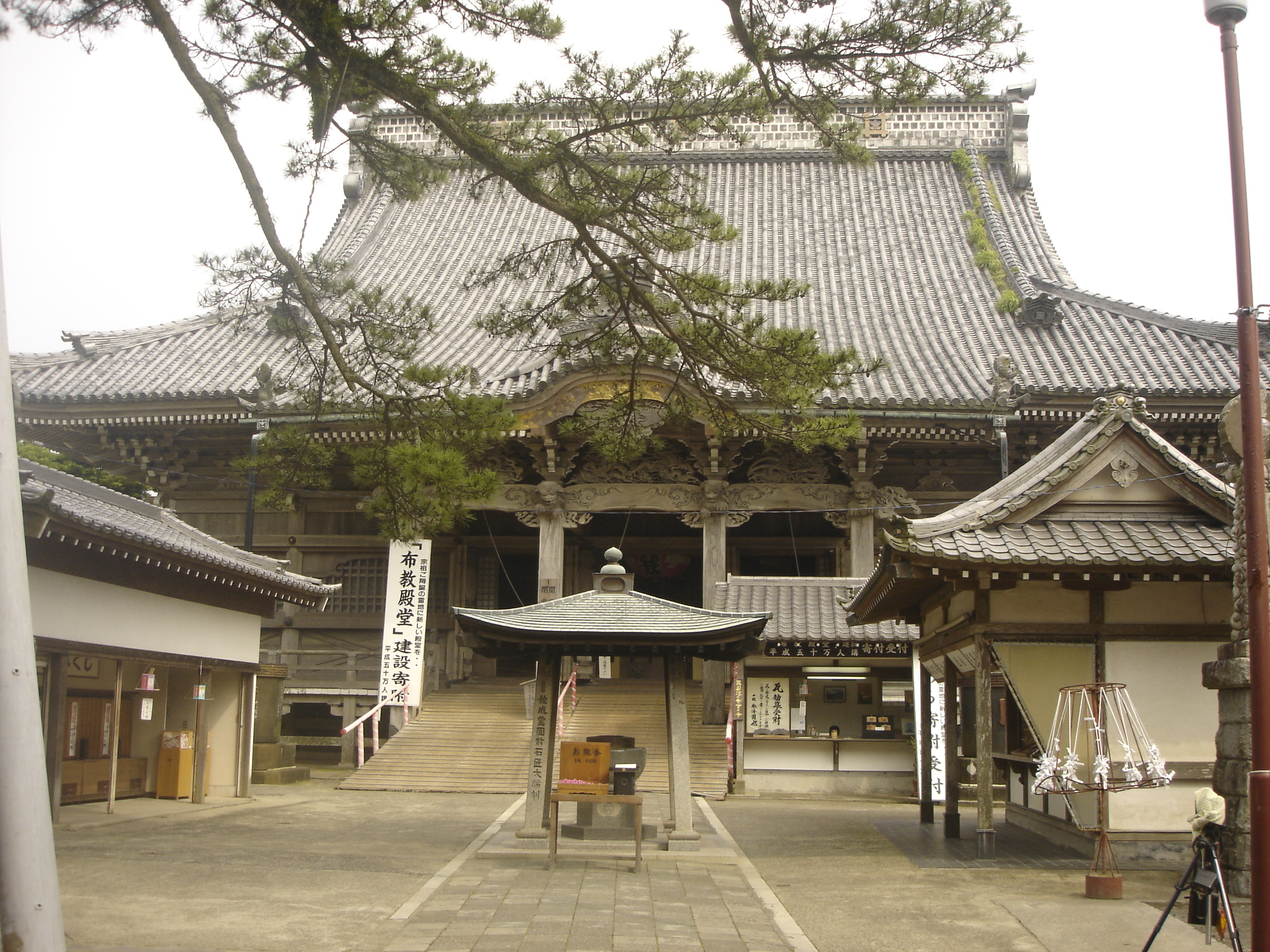
Soshidō (祖師堂, dt. „Halle des Religionsstifters“) des Tanjō-ji

Der Tanjō-ji (jap. 誕生寺, dt. „Geburtstempel“) ist ein buddhistischer Tempel der Nichiren-shū im Ortsteil Kominato von Kamogawa an der Küste der Präfektur Chiba.
Die verschiedenen Schulen des Nichiren-Buddhismus führen ihre Gründung auf den Mönch und Gelehrten Nichiren (1222–1282) zurück. Der Tempel selbst wurde im Jahre 1276 durch einen Schüler Nichirens, Nichike auf dem Gelände gegründet, auf dem auch Nichirens Elternhaus stand. 
Die Tempelgebäude selbst wurden 1498 und 1703 durch Tsunamis zerstört, doch jedes Mal wiederaufgebaut. Er befand sich ursprünglich in dem was heute die in Tai-no-Ura (鯛の浦, veraltet: Tae-no-Ura, dt. „Meerbrassenbucht“) ist. Beim zweiten Aufbau durch Nichiko in der Hoei-Zeit (1704–1710) mussten die Gebäude daher an die heutige Stelle in Sichtweite der Bucht verlegt werden.